# Basketball-Bundesliga 1972/73
Die Saison 1972/73 ist die siebte Spielzeit der Basketball-Bundesliga. Die höchste Spielklasse im deutschen Vereinsbasketball der Herren, bis 1990 beschränkt auf das Gebiet Westdeutschlands ohne die DDR, wurde in zwei regionalen Gruppen Nord und Süd mit je acht Mannschaften ausgetragen.

## Modus
In zwei Regionalgruppen Nord und Süd ermittelten je acht Mannschaften im Rundenturnier-Modus die acht Teilnehmer der Zwischenrunde, für die die vier jeweils zuerst Platzierten der beiden Gruppen qualifiziert waren. Die beiden je zuletzt platzierten Vereine der beiden Gruppen stiegen aus der Basketball-Bundesliga ab. Unentschiedene Spielergebnisse nach Ablauf der regulären Spielzeit in einem Spiel gingen in die Wertung ein und es gab keine Verlängerung der Spielzeit zur Ermittlung eines Siegers.
In der Zwischenrunde spielten erneut im Rundenturnier-Modus entsprechend der Platzierungen der Hauptrunde je zwei Mannschaften einer Regionalgruppe in einer Zwischenrunden-Gruppe. Dabei trafen die „ungeradig“ platzierten Mannschaften auf die „geradig“ platzierten Mannschaften der anderen Regionalgruppe. Die beiden zuerst platzierten Mannschaften einer Zwischenrunde bildeten die vier Halbfinalteilnehmer. Dort wurde im K.-o.-System in Addition von Hin- und Rückspiel zunächst die Finalteilnehmer und dann der Deutsche Meister ermittelt. Stand es nach Addition von Hin- und Rückspiel unentschieden, gab es nun eine Verlängerung der Spielzeit um je fünf Netto-Minuten, bis am Ende einer Verlängerung ein Sieger feststand.

## Saisonnotizen
Absteiger aus der Basketball-Bundesliga zu dieser Spielzeit waren im Norden die SGN Essen/RuWa Dellwig und der ASV Köln sowie im Süden der BC Darmstadt. Aufsteiger EK Eppelheim verzichtete auf eine Teilnahme, so dass der SV Möhringen in der Liga verbleiben konnte. Aufsteiger waren unter anderem der TSV Nördlingen im Süden.
Nach den Olympischen Spielen in München musste der TuS 04 Leverkusen, der in den drei Jahren zuvor fünf der sechs nationalen Titel gewonnen hatte, auf die Dienste seines Trainers Günter Hagedorn verzichten und verlor mit den Nationalspielern Norbert Thimm (ins Ausland zu Real Madrid) und Dietrich Keller (zum USC Heidelberg) seine „lange Garde“ im Frontcourt; zudem kehrten die Pollex-Brüder zum SSV Hagen zurück. Im Süden dominierte der MTV 1846 Gießen und verlor sein erstes Spiel erst in der Zwischenrunde beim USC Heidelberg, den man in der Hauptrunde mit 108:68 zuhause deklassiert hatte, zog aber am Ende in die Finalspiele um die Meisterschaft ein. Im anderen Halbfinale besiegte „Didi“ Keller mit dem USC Heidelberg seine ehemaligen Mannschaftskameraden vom Titelverteidiger TuS 04 Leverkusen. In den Finalspielen stand es nach Ablauf der regulären Spielzeit jeweils unentschieden, so dass am Ende des zweiten Finalspiels eine Verlängerung zugunsten des USC Heidelberg entschied, der vor heimischem Publikum seine achte Meisterschaft insgesamt und seine erste nach Einführung der Bundesliga gewann. Finalgegner MTV Gießen gewann wenige Wochen später das Finale des Pokalwettbewerbs gegen Titelverteidiger MTV Wolfenbüttel.

## Endstände

### Hauptrunde
| # | Mannschaft                  | Punkte | Körbe     |
| - | --------------------------- | ------ | --------- |
| 1 | SSV Hagen                   | 26:20  | 1269:987  |
| 2 | VfL Osnabrück               | 22:60  | 1260:1026 |
| 3 | TuS 04 Leverkusen (M)       | 19:90  | 1217:948  |
| 4 | MTV Wolfenbüttel (P)        | 16:12  | 1080:1957 |
| 5 | Hamburger TB                | 15:13  | 1067:1120 |
| 6 | Berliner SV 1892            | 10:18  | 977:1101  |
| 7 | TSV Hagen 1860 (N)          | 04:24  | 945:1274  |
| 8 | Neuköllner Sportfreunde (N) | 00:28  | 967:1369  |

| # | Mannschaft         | Punkte | Körbe     |
| - | ------------------ | ------ | --------- |
| 1 | MTV 1846 Gießen    | 28:00  | 1369:1002 |
| 2 | USC München        | 20:80  | 1098:1010 |
| 3 | USC Heidelberg     | 18:10  | 1068:998  |
| 4 | 1. FC 01 Bamberg   | 16:12  | 1075:1034 |
| 5 | FC Bayern München  | 12:16  | 997:1043  |
| 6 | USC Mainz          | 08:20  | 1015:1125 |
| 7 | SV Möhringen       | 05:23  | 1046:1161 |
| 8 | TSV Nördlingen (N) | 05:23  | 928:1223  |

| (M) Meister der Vorsaison____           | (N) Neuling (Aufsteiger)____ | (P) Pokalsieger der Vorsaison |
| Fett Für Zwischenrunde qualifiziert____ |  Absteiger____               |                               |

### Zwischenrunde
| # | Mannschaft       | Punkte | Körbe   |
| - | ---------------- | ------ | ------- |
| 1 | MTV 1846 Gießen  | 10:20  | 538:449 |
| 2 | USC Heidelberg   | 10:20  | 520:487 |
| 3 | VfL Osnabrück    | 04:80  | 500:520 |
| 4 | MTV Wolfenbüttel | 00:12  | 400:502 |

| # | Mannschaft        | Punkte | Körbe   |
| - | ----------------- | ------ | ------- |
| 1 | TuS 04 Leverkusen | 6:6    | 462:447 |
| 2 | 1. FC 01 Bamberg  | 6:6    | 464:458 |
| 3 | USC München       | 6:6    | 432:432 |
| 4 | SSV Hagen         | 6:6    | 467:488 |

 Halbfinalteilnehmer

### Finalrunde
|  | Halbfinale | Halbfinale        | Halbfinale | Halbfinale | Halbfinale |  |  | Finale | Finale         | Finale | Finale | Finale |
|  |            |                   |            |            |            |  |  |        |                |        |        |        |
|  |            |                   |            |            |            |  |  |        |                |        |        |        |
|  | B 2        | 1. FC Bamberg     | 56         | 82         | 138        |  |  |        |                |        |        |        |
|  | A 1        | MTV Gießen        | 87         | 107        | 194        |  |  |        |                |        |        |        |
|  |            |                   |            |            |            |  |  |        | MTV Gießen     | 70     | 70*    | 140    |
|  |            |                   |            |            |            |  |  |        | USC Heidelberg | 70     | 71*    | 141    |
|  | A 2        | USC Heidelberg    | 64         | 70         | 134        |  |  |        |                |        |        |        |
|  | B 1        | TuS 04 Leverkusen | 52         | 60         | 112        |  |  |        |                |        |        |        |
|  |            |                   |            |            |            |  |  |        |                |        |        |        |

*Spielausgang nach Verlängerung

## Meistermannschaft
| Spieler | Spieler            | Spieler             | Spieler    | Spieler | Spieler                | Spieler           |
| Nr.     | Nat.               | Name                | Geburt     | Größe   | Info                   | Letzter Verein    |
| ------- | ------------------ | ------------------- | ---------- | ------- | ---------------------- | ----------------- |
|         |                    | Guards (PG, SG)     |            |         |                        |                   |
| 12      | Deutschland        | Wolfgang Lachenauer |            |         | Kapitän der Mannschaft |                   |
| 15      | Deutschland        | Hans Riefling       |            |         | A-Nat                  |                   |
|         | Deutschland        | Detlef Schöpf       |            |         |                        |                   |
|         | Deutschland        | Horst Herrmann      |            |         |                        |                   |
|         |                    | Forwards (SF, PF)   |            |         |                        |                   |
| 5       | /                  | Hilar Gese          |            |         | A-Nat                  |                   |
| 8       | Vereinigte Staaten | George Weston       |            |         |                        |                   |
| 10      | Deutschland        | Friedhelm Berres    |            |         |                        |                   |
| 14      | Deutschland        | Armin Zimmermann    |            |         |                        |                   |
|         | Deutschland        | Walter Wieland      |            |         |                        |                   |
|         |                    | Center (C)          |            |         |                        |                   |
| 7       | Deutschland        | Christoph Staiger   |            | 198     |                        | USC Mainz         |
| 9       | Deutschland        | Dietrich Keller     | 18.10.1943 | 208     | A-Nat                  | TuS 04 Leverkusen |
|         |                    |                     |            | weitere |                        |                   |
|         | Deutschland        | Walter Fuchs        |            |         |                        |                   |

| Trainer            | Trainer         | Trainer     |
| Nat.               | Name            | Position    |
| ------------------ | --------------- | ----------- |
| Vereinigte Staaten | Dick Stewart    | Cheftrainer |
| Deutschland        | „Pulver“ Kaiser | Betreuer    |

| Legende                | Legende            |
| Abk.                   | Bedeutung          |
| ---------------------- | ------------------ |
| A-Nat                  | Nationalspieler    |
| Kapitän der Mannschaft | Mannschaftskapitän |
| Quellen                |                    |
| Teamhomepage           |                    |

| Legende                | Legende            |
| Abk.                   | Bedeutung          |
| ---------------------- | ------------------ |
| A-Nat                  | Nationalspieler    |
| Kapitän der Mannschaft | Mannschaftskapitän |
| Quellen                |                    |
| Teamhomepage           |                    |